# わが街・練馬
「わが街・練馬」（わがまち ねりま）は、東京都練馬区が制定した区歌である。作詞・久野幸子、補作・松永伍一、作曲・川崎祥悦。

## 解説
練馬区では1967年（昭和42年）に板橋区からの分区20周年を記念して練馬区文化団体協議会選定の区民音頭「練馬音頭」が作られているが、昭和年間は区歌の制定に至らなかった。その後、1989年（平成元年）に“区民が郷土練馬への親しみと地域への連帯感をはぐくみ「ふるさと練馬」への意識の高揚に資する”ことを制定意義として区歌の制定が提唱され、区民の代表者や学識経験者による「区の歌制定委員会」が練馬区役所内で組織される。作成に当たっては区民を対象に『ねりま区報』を通じて歌詞の懸賞募集を行い、区内在住の川崎祥悦に作曲を依頼した。
初演奏は同年10月8日の「ふるさと練馬まつり」で行われ、23特別区では練馬区が21番目、かつ平成年間に制定された最初の区歌となっている。区の公式サイト上では歌詞のみの紹介だが、例規集掲載の告示（平成元年10月8日告示第628号）においては楽譜を含めている。練馬区役所では区歌の演奏機会について“区で開催する「新年賀詞交歓会」や「成人の日のつどい」などで歌われる。また、毎朝、業務開始前の庁内放送にて使用している（曲に合わせ「練馬区健康いきいき体操」を行っている）”とする。

### 練馬区健康いきいき体操
2017年（平成19年）に板橋区の西部を分離して練馬区が新設されてから60周年を迎えることを記念し、区歌「わが街・練馬」をBGMに使用した区民体操「練馬区健康いきいき体操」が作成された。